# Парк культуры и отдыха имени Максима Горького (Ростов-на-Дону)
Центральный городской парк им. М. Горького (до 1917 — Городской сад) — центральный парк Ростова-на-Дону. Расположен в Ленинском районе города, занимает квартал между Пушкинской, Большой Садовой улицами, переулком Семашко и Будённовским проспектом. Парк основан в 1813 году и является старейшим парком Ростова-на-Дону. Занимает площадь 11 га, на его территории расположены памятники В. И. Ленину, Великой Октябрьской революции, А. М. Байкову, скульптура цветочницы, планетарий, фонтаны, кафе и аттракционы. В парке проводился фестиваль «Святки на Садовой».

## История
Парк возник на окраине города на обрывистых берегах балки, по которой протекал грязный ручей. Территория использовалась в качестве городской свалки. Исторической датой основания парка им. М. Горького считается 1813 год. До 1813 года между Таганрогским (Будённовским) и Николаевским (пер. Семашко) проспектами раскинулись сады, принадлежащие городскому голове Андрею Ященко, который в 1813 году подарил весь участок городскому магистрату, а различные городские клубы взяли по наделу, благоустроили их: проложили первые аллеи, высадили деревья, разбили газоны. Была создана цепочка садов, которые позже были объединены в первый городской сад. В 1890-е годы уже был сформирован крупный зелёный массив. Следуя рельефу места, были сформированы верхний парк и нижний (так называемый садовый «партер»), который получил впоследствии название — «Цветники». Такое разделение парка сохранилось до наших дней.
На территории сада у Кузнецкой (Пушкинской) улицы с 1840 года существовал первый деревянный городской театр. В 1864 году появилась первое деревянное клубное здание «Ротонда», имевшее зал, две гостиных и бильярдную. Её в 1893 году сменило каменное здание Ротонды на входе в городской сад с Пушкинской улицы. У Большой Садовой была сооружена деревянная эстрада с раковиной для эстрадных выступлений.
К концу XIX века Городской сад по проекту архитектора Николая Дорошенко обзавёлся ажурной кованой оградой и парадным входом с Большой Садовой улицы, оформленным в виде крепостных ворот.
В 1868 году архитектор Владимир Шкитко соорудил первый фонтан (так называемый «мальчонка» или «мальчик с тазиком»), на месте которого сейчас расположена клумба-фонтан со скульптурой «Цапли». Его открытие приурочили к дате переселения городской Думы в новое здание — дом Максимова. Открывал его купец Тимофей Петрович Кукса, основатель водопровода в Ростове (1867). На средней террасе был обустроен бассейн с беседками и скульптурами. В нижней части парка появились каменный грот, водоём с живыми лебедями («Лебединое озеро»), фонтаны, которые питались от родников, что били неподалёку в низине.
Ковровые цветочные узоры газонов регулярно обновлялись, высаживались экзотические растения, цветы. Из-за рубежа были привезены декоративные пальмы и тамариски. Значительные работы по благоустройству производились и позже — в 1926—1927 годах.

## Описание
Парк им. М. Горького имеет два украшенных партерами цветов яруса парковых зон — Верхний и Нижний цветники. На них раскинулись аллеи, обсаженные несколькими десятками пород деревьев, игровые площадки, городок аттракционов, шахматный павильон, кафе. Сохранилась ротонда и семь фонтанов: «Восточный», «Грот», «Западный», «Золотая рыбка», «Маяк», «Нептун», «Цапли», представляющие собой памятники архитектуры и истории. Главная клумба так называемого Нижнего цветника традиционно является календарём важных событий года. 
На территории парка у его входа со стороны Пушкинской улицы (ул. Пушкинская, 52) в 1959 году на месте летнего кинотеатра «Эпоха» (стены недостроенного и разрушенного во время ВОВ театра эстрады (полное название: театр государственного объединения музыки, эстрады и цирка (ГОМЭЦ) был построен крупнейший на юге страны панорамный кинотеатр «Россия». К сожалению, простояв почти 60 лет, в 2016 году этот объект культурного наследия регионального значения был полностью демонтирован. В настоящее время рассматривается вопрос о возведении на его месте четырехэтажного торгово-развлекательного центра.
Центральный городской парк — традиционное место проведения праздничных мероприятий, концертов и народных гуляний. Многочисленные аттракционы возведены в 2010 году, в том числе карусели, качели, автодром, экстремальные «Миксер» и «Джокер». В парке ежедневно функционирует художественная галерея под открытым небом, на которой выставлены картины ростовских художников и изделия мастеров декоративно-прикладного искусства. В выходные и праздничные дни на летней концертной эстраде и площадках парка проходят развлекательные программы, конкурсы, фестивали, выступления профессиональных и самодеятельных коллективов.
Главный вход в парк находится на Большой Садовой улице. У входа на гранитном постаменте стоит бронзовая статуя В. И. Ленина. Справа и слева от памятника идут широкие аллеи, украшенные скульптурами градоначальника А. М. Байкова и цветочницы. На противоположенной стороне парка, на улице Пушкинской, расположен памятник Великой Октябрьской революции. Городок аттракционов занимает угол Пушкинской улицы и переулка Семашко. В восточной части парка находится обсерватория планетария — небольшое неотапливаемое двухэтажное здание с телескопом, маленьким залом для просмотров фильмов и музеем.